# Фу Лэй
Фу Лэй (кит. 傅雷, псевдоним Нуань (кит. 怒庵), 1908—1966) — известный китайский переводчик, писатель, педагог и художественный критик. Свои первые исследования начал проводить во время обучения в 1928—1932 годах в Парижском университете. После своего возвращения в Китай, он преподавал в Шанхае и работал в качестве журналиста и критика искусства, пока не взялся переводить. Он перевел ряд французских работ, в том числе известные произведения Бальзака, Ромена Роллана, Вольтера. Он разработал свой собственный стиль, «Фу Лэй стиль», и свою собственную теорию по переводу. Фу Лэй был известной жертвой Культурной революции, по этой причине он со своей женой совершили самоубийство, повесившись у себя дома. Его письма к сыну Фу Цуну, всемирно известному пианисту, были опубликованы после смерти Фу Лэя и являются бестселлером в Китае и по сей день.

## Биография
Фу Лэй родился 7 апреля 1908 года в поселке Наньхуэй, провинция Цзянсу, (ныне Шанхай). В 1912 году, когда его отца, Фу Пэнфэя, убили, Фу Лэя воспитывала мать. В 1920 году (в 12 лет) поступил в местную среднюю школу, а на следующий год был принят в городскую, в 1924 году был исключен за критику религии, и в том же году поступил в лицей. В 1925—1926 годах участвовал в движении «Сюэфа». В 1928 году Фу Лэй, изучая теорию искусства, проводил исследования в Парижском университете. Изучал Ромена Роллана и французскую музыку.
В 1931 году Фу Лэй вернулся в Китай и начал преподавать в Шанхайском художественном училище (бывшая Шанхайская консерватория). Преподавал историю искусства, стремился заниматься переводом французской литературы и её распространением. В следующем году с Пан Сюньцинем и Ни Идэ сформировал объединение Цзюэ Лань Шэ (决澜社). Во время японо-китайской войны оставался в Шанхае, а затем принимал участие в Китайской ассоциации по содействию демократии.
В декабре 1958 года работал в Польше, затем бежал в Великобританию. В конце августа 1966 года, Фу Лэя четыре дня и три ночи пытали красногвардейцы, имея на него «антипартийные улики». Утром 3 сентября Фу Лэй и его жена Чжу Мэйфу были найдены мертвыми в своем доме. Причиной смерти явилось самоубийство посредством повешения. После смерти гробница, в которой находился прах Фу Лэя была разрушена Культурной революцией, но в конечном итоге, урна была сохранена.
Фу Лэй известен переводами работ таких авторов, как Оноре де Бальзак, Проспер Мериме, Ромен Роллан, Вольтер, Ипполит Тэн, Бертран Рассел, Филипп Супо. Кроме того он и сам известен как автор многих работ о искусстве, литературе и опыте перевода. Среди прочих работ Фу Лэя выделяется «Фу Лэй Цзяшу» (кит. 傅雷家书, Переписка Фу Лэя), являющаяся бестселлером в Китае и по сей день.